# パーク・ロイヤル駅
パーク・ロイヤル駅（英 : Park Royal）とは、 ロンドン地下鉄ピカデリー線の駅である。トラベルカードゾーン3に属する。東西ウエスタンアベニュー（A40）の南側に位置し、イーリング地区とパーク・ロイヤル地区に囲まれている。   

## 歴史
地区鉄道 （DR、現在の地区路線 ）は、1903年6月23日付で当駅を開業させた。駅設置の理由として、王立農業協会が建設したパークロイヤル＆トワイフォード修道院への交通アクセスを提供するためとされている。 
現在の駅は、1931年7月6日にオープンし、前日に閉鎖された以前の駅に取って代わられた。 
一時的な木造建築物として最初にオープンした現在の駅舎は、ウェルチ＆ランダーによって、アンダーグラウンドの主要建築家チャールズホールデンの影響を受けたアールデコ ・流線型のモダンスタイルで設計された。駅舎は、一連の単純な相互接続の幾何学的形状から形成されている。プレーンな赤レンガの塊は、強い水平および垂直ガラスの要素で強調されている。高い窓がある大きな円形の改札口から、プラットフォームにアクセスすることができる。駅舎の最大の特徴は、改札口に隣接する四角いタワーである。恒久的な構造は1936年にオープンした。駅の建物とハンガーグリーンの小さなオープンスペースの向こう側には、駅と同じスタイルで建てられた2つの湾曲した3階建ての小売店とオフィスビルがある。 
1936年3月1日から1947年頃まで、駅名はパークロイヤル（ハンガーヒル）に変更されていた 。 ハンガーヒルは駅に隣接する住宅地のことを示していた。 
沿革
- 1903年6月23日 : 地区鉄道の駅として開業する。
- 1931年7月6日 : 現在の駅が完成する。
- 1932年7月4日 : ピカデリー線所属の駅となる。
- 1936年3月1日 : 駅名をパークロイヤル（ハンガーヒル）駅に変更する。
- 1947年頃 : 駅名をパーク・ロイヤル駅に戻す。

## 駅構造
相対式2面2線の地上駅。ホームは勾配の途中にある。
| のりば | 路線                                | 行先                 |
| ------ | ----------------------------------- | -------------------- |
| 東側   | ●ピカデリー線（アクスブリッジ支線） | アクトン・タウン方面 |
| 西側   | ●ピカデリー線（アクスブリッジ支線） | アクスブリッジ方面   |

## バス路線
当駅にはロンドンバスのルート95と487が運行している。 

## ギャラリー

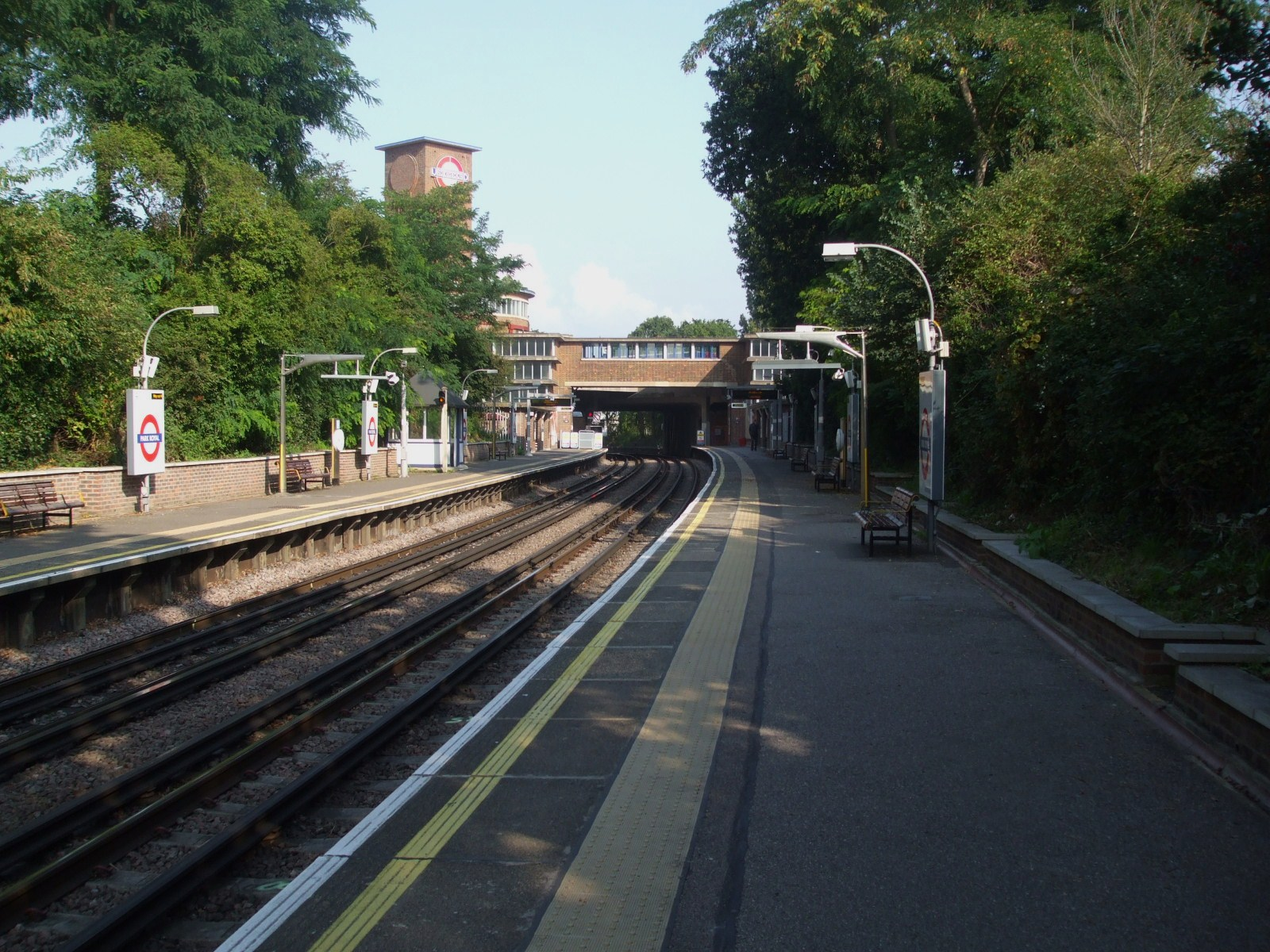
プラットホーム西側
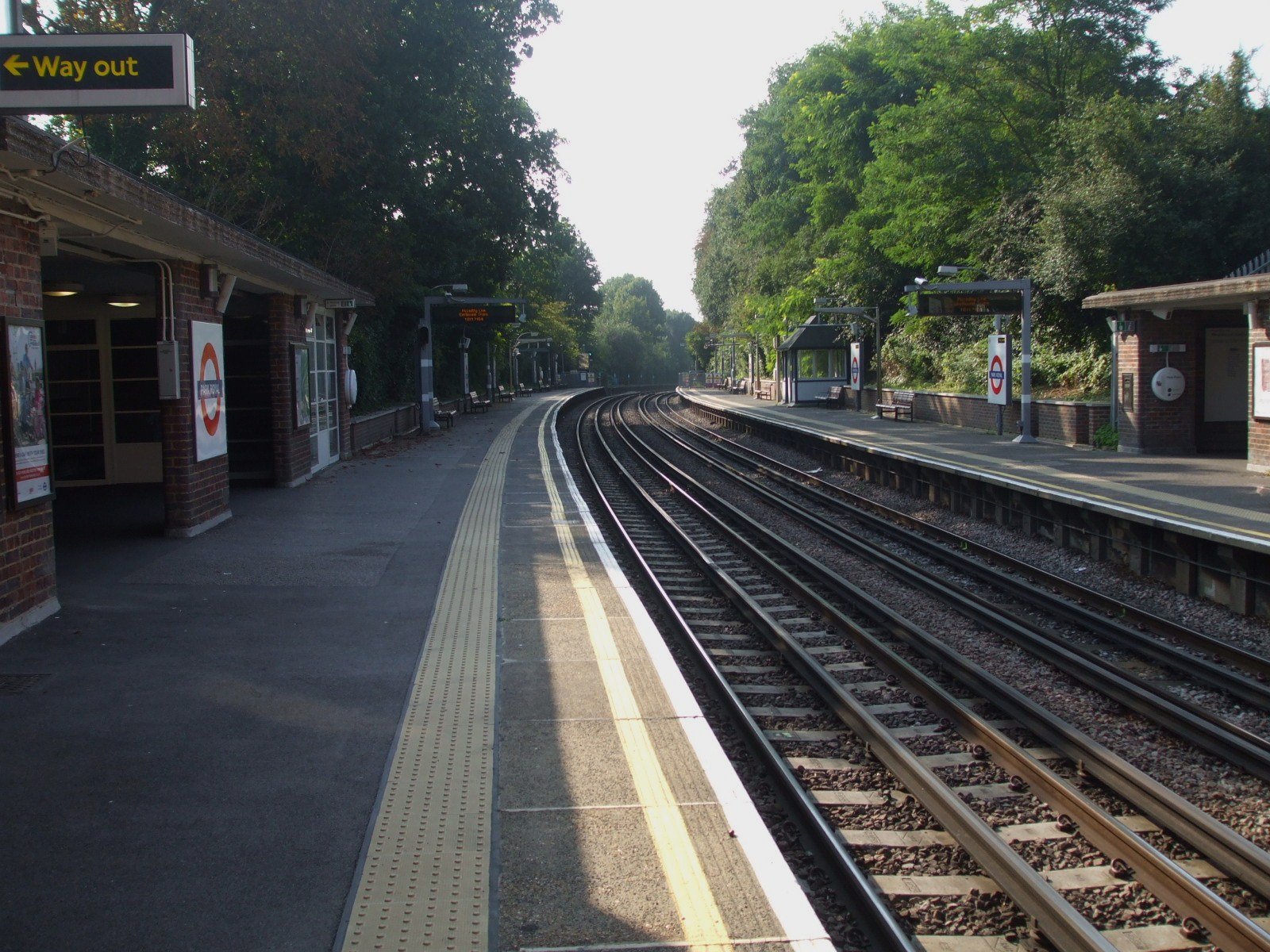
プラットホーム東側
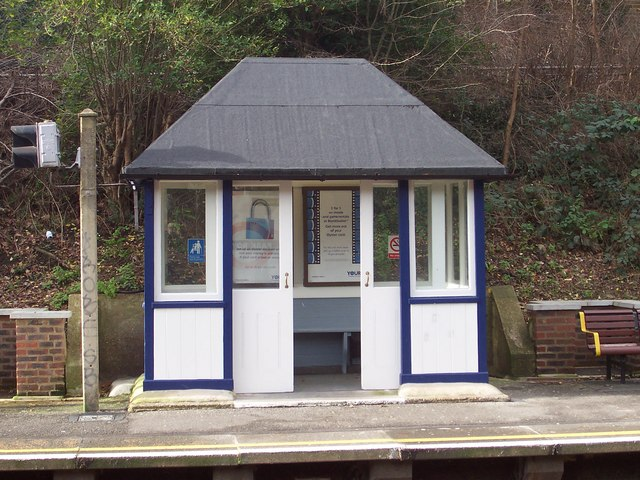
西行きのホームの待合室

## 隣の駅
ロンドン交通局
ロンドン地下鉄
■ピカデリー線
アルパートン駅 - パーク・ロイヤル駅 - ノース・イーリング駅